# Большая сумчатая летяга
Большая сумчатая летяга, или гигантская сумчатая летяга (лат. Petaurus australis) — сумчатое млекопитающие семейства сумчатых летяг.

## Описание
Длина тела достигает от 25 до 45 см, а масса от 400 до 750 г. Окраска меха на спине серо-коричневого цвета, вдоль хребта тянется чёрная полоса. Брюхо светлое, белое или оранжевое. Морда, передние и задние конечности, хвост и края летательной перепонки чёрные. Нередки тёмно окрашенные зверьки с белой головой. Самцы немного крупнее самок. Хвост самок длиннее, чем у самцов. Летательная перепонка доходит только до локтя. Когда планирует, передние лапы согнуты, а кисти с когтями торчат наружу. Способна планировать на расстояние до 150 м.

## Распространение
Вид обитает в узком диапазоне эвкалиптовых лесов на низменностях Восточной Австралии в штатах Квинсленд, Новый Южный Уэльс и Виктория. Населяет сухие леса с высоким древостоем.
Большую часть времени проводит на деревьях, хотя иногда спускается и на землю. Индивидуальный участок составляет 1,5-2,5 га.

## Образ жизни
Одиночна, но не агрессивна по отношению к сородичам. Обычно живёт семейными группами по 4—5 особей. Участки особей одного пола обычно разобщены, но участок самца может перекрываться с участками одной или нескольких самок.
Ведёт ночной образ жизни, укрываясь днём в дупле дерева с другими сородичами. Поиски корма начинаются в сумерки, обычно в одиночку. Связь с сородичами поддерживает при помощи громких криков, которых насчитывается 17 различных видов.
Неторопливый, медлительный зверь, прибегающий к полёту только в случае крайней необходимости. Для прыжка обычно забирается на вершину высокого дерева и планирует по прямой к подножию другого, преодолевая расстояние в 60-80 м. При полёте, в отличие от прочих планирующих млекопитающих, эта летяга держит передние конечности согнутыми в локтях, выставив предплечья вперёд и сводя кисти под подбородком.
Питается нектаром, медвяной падью, насекомыми, пыльцой и соками некоторых деревьев из родов эвкалипт, Corymbia, ангофора и Laphostemon.

## Размножение
Половая зрелость наступает в возрасте примерно 2 лет. Животные создают моногамную пару и спариваются с августа по декабрь. Потомство появляется с мая по сентябрь. 100 дней детёныши проводят в сумке матери. Затем 2—3 месяца они проводят в укрытии, пока не будут отлучены от матери и не начнут вести самостоятельную жизнь. В укрытии и самец и самка делят между собой заботу о потомстве. Часто укрытием являются дупла эвкалиптов (Eucalyptus grandis), выстланные листьями.
Продолжительность жизни в природе составляет 6 лет, в неволе — 10 лет.